# Indigofera dichroa
Indigofera dichroa är en ärtväxtart som beskrevs av William Grant Craib. Indigofera dichroa ingår i släktet indigosläktet, och familjen ärtväxter. Inga underarter finns listade i Catalogue of Life.